# Partido Sardo de Acción
El Partido Sardo de Acción (Partito Sardo d'Azione) es un partido político italiano de ideología independentista y socialdemócrata activo en Cerdeña. Fue fundado tras la Primera Guerra Mundial por Davide Cova, Emilio Lussu y otros veteranos de la Brigada Sassari. 
Está considerado fuera de los polos de la política italiana. En el pasado colaboraba con la coalición de centroizquierda. A nivel europeo se adscribe al Partido Democrático de los Pueblos de Europa. En 2006 pactó con la Liga Norte y el Movimiento por la Autonomía para la creación de un proyecto denominado "Pacto por la Autonomía", que reúne más movimientos autonomistas de varias partes de Italia.

## Historia
En los primeros años del siglo XX, en la isla de Cerdeña, región sumamente pobre y sin medios, algunos jóvenes comprometidos con la cuestión sarda como Attilio Deffenu y Davide Cova dieron luz verde a un movimiento que promovía la conquista de la autonomía y fundaron el periódico Sardegna que, además de denunciar las políticas contrarias al desarrollo isleño, defendía las ideas del nuevo movimiento de inspiración mazziniana basados en la educación, la acción, en el redescubrimiento de las raíces y en la conquista de los derechos humanos. 
Después de la Primera Guerra Mundial, Davide Cova fundó el periódico Il Popolo Sardo (El pueblo sardo) en 1919. En abril de 1921 se fundó en Oristán otro periódico, Il Solco, que era la voz del partido, liderado por Emilio Lussu y otros excombatientes de la Brigada Sassari.
En 1923, muchos sardistas se unieron al Partido Nacional Fascista y el Partido Sardo de Acción fue suprimido, aunque el periódico Il Solco continuó siendo impreso clandestinamente. En los años 1940, Emilio Lussu, a su regreso a Cerdeña y después de la caída del régimen fascista, se alejó inesperadamente de la idea autonomista en un congreso del partido celebrado en el cine Arborea, en Oristán (1944). Para Davide Cova, muerto unos años después, fue un error haber disgregado el partido. 
En los años siguientes al establecimiento de la República Italiana se agregó al escudo del partido la sirena que representa la Liga Sarda. Esta liga fue fundada inmediatamente después de la Segunda Guerra Mundial por el ex-sardista Bastiá Pirisi, declarado independentista pero con posiciones filofascistas. La división del grupo de Lussu en 1948 llevó a la fundación del Partido Sardo de Acción Socialista, que casi inmediatamente confluyó con el Partido Socialista Italiano.
En la postguerra el partido alcanzó el pico de apoyo electoral del 10% y, hasta fines de los años 1960 se alió con la Democracia cristiana. En los años 1970 el partido comenzó una alianza electoral con el Partido Comunista Italiano.
En los años 1980, con un creciente espíritu autonomista, el Partido Sardo de Acción obtuvo importantes avances electorales. En 1984 ganó el apoyo del 13% de los votantes, pero obteniendo avances más importantes en Oristán (casi el 20%) y en Cagliari (30%). El exponente más prestigioso del partido, el abogado Mario Melis, ya diputado, se convierte en presidente de la junta regio de Cerdeña, cargo que mantiene hasta 1989 en alianza con los partidos laicos (PSDI, PRI) y de la izquierda Partido Comunista Italiano y Partido Socialista Italiano.
En las elecciones regionales de 1989, el Partido Sardo de Acción pierde votos descendiendo a un 10%. Desde entonces el partido ha experimentado un lento declive en cuanto a los consensos obtenidos, tomando la dimensión de una pequeña fuerza política que, sin embargo, ha resultado decisiva en varias ocasiones.
Con cuatro consejeros regionales ha participado en la Junta de gobierno de centro izquierda habiendo aprobado en el periodo de 1994 al 1996, medidas importantes de ley sobre la protección del idioma sardo, la ley de reforma de las provincias y la ley sobre la bandera sarda. Con el pacto firmado entre Prodi y el secretario Palermo el Partido Sardo de Acción elige en 1996 a su presidente, Franco Meloni al Senado.
La alianza con la centroizquierda entra en crisis y el partido entre en un periodo de grave agitación interna, además de la larga presidencia de Meloni. Tal situación dura hasta el Congreso de Sassari en julio de 2000, cuando se elige a Lorenzo Palermo presidente y a Giacomo Sanna secretario.
Con un renacimiento del sentimiento autonomista en Cerdeña, y animado también por las posiciones políticas del presidente Soru, el Partido Sardo de Acción adquiere una recuperación electoral y se inserta nuevamente en el juego político. En las elecciones provinciales de 2005, después de un acuerdo exclusivamente electoral con L'Unione (coalición de centroizquierda), el Partido Sardo de Acción obtiene cerca de cuarenta y cinco mil votos (5,5% de la preferencia), con puntos más elevados en las provincias de Nuoro y Oristán.

## Resultados electorales

### Elecciones regionales
| Consejo Regional de Cerdeña |              |       |         |             |
| Año electoral               | Votos        | %     | Escaños | +/–         |
| 1949                        | 60.525 (#4)  | 10,45 | 7/60    | -           |
| 1953                        | 43.215 (#6)  | 6,97  | 4/65    | 3           |
| 1957                        | 40.214 (#5)  | 6,02  | 5/70    | 1           |
| 1961a                       | 50.039 (#4)  | 7,23  | 5/72    | Sin cambios |
| 1965a                       | 44.621 (#4)  | 6,38  | 5/72    | Sin cambios |
| 1969                        | 33.220 (#6)  | 4,43  | 3/74    | 2           |
| 1974                        | 24.780 (#6)  | 3,11  | 1/75    | 2           |
| 1979                        | 30.238 (#6)  | 3,33  | 3/80    | 2           |
| 1984                        | 136.720 (#3) | 13,80 | 12/81   | 9           |
| 1989                        | 127.765 (#4) | 12,37 | 10/80   | 2           |
| 1994                        | 47.000 (#8)  | 5,07  | 4/80    | 6           |
| 1999                        | 38.422 (#8)  | 4,50  | 3/80    | 1           |
| 2004                        | 32.859 (#11) | 3,87  | 2/85    | 1           |
| 2009                        | 35.428 (#5)  | 4,29  | 4/80    | 2           |
| 2009                        | 35.428 (#5)  | 4,29  | 4/80    | 2           |
| 2014                        | 31.886 (#6)  | 4,68  | 4/60    | Sin cambios |
| 2019                        | 70.434 (#3)  | 9,86  | 7/60    | 3           |

a En coalición con el Partido Republicano Italiano